# Lista de consortes reais da Grécia
Esta é uma lista de consortes reais da Grécia. A Casa de Wittelsbach governou o Reino da Grécia de 1832 a 1862, quando passou para a Casa de Schleswig-Holstein-Sonderburg-Glücksburg.
Uma república foi estabelecida em 1973 e a monarquia foi abolida depois de um referendo, realizado então pelo regime militar. A abolição da monarquia foi reconfirmada com um novo referendo no ano seguinte. A monarquia já havia sido abolida antes entre 1924 e 1935.

## Consortes da Grécia

### Casa de Wittelsbach
| Nome                                                                | Retrato | Nascimento | Casamento                             | Morte                      |
| ------------------------------------------------------------------- | ------- | --- | ------------------------------------- | -------------------------- |
| Amália de Oldemburgo 22 de dezembro de 1836 – 23 de outubro de 1862 |         | 21 de dezembro de 1818 filha de Augusto, Grão-Duque de Oldemburgo e Adelaide de Anhalt-Bernburg-Schaumburg-Hoym | Oto 22 de dezembro de 1836 sem filhos | 20 de maio de 1875 91 anos |

### Casa de Schleswig-Holstein-Sonderburg-Glücksburg
| Nome                                                                      | Retrato | Nascimento                                                                                       | Casamento                                      | Morte                          |
| ------------------------------------------------------------------------- | ------- | ------------------------------------------------------------------------------------------------ | ---------------------------------------------- | ------------------------------ |
| Olga Constantinovna da Rússia 27 de outubro de 1867 – 18 de março de 1913 |         | 3 de setembro de 1851 filha de Constantino Nikolaevich da Rússia e Alexandra de Saxe-Altemburgo  | Jorge I 27 de outubro de 1867 8 filhos         | 18 de junho de 1926 74 anos    |
| Sofia da Prússia 18 de março de 1913 – 27 de setembro de 1922             |         | 14 de junho de 1870 filha de Frederico III da Alemanha e Vitória, Princesa Real                  | Constantino I 27 de outubro de 1889 6 filhos   | 13 de janeiro de 1932 61 anos  |
| Isabel da Romênia 27 de setembro de 1922 – 25 de março de 1924            |         | 12 de outubro de 1894 filha de Fernando I da Romênia e Maria de Saxe-Coburgo-Gota                | Jorge II 27 de fevereiro de 1921 sem filhos    | 14 de novembro de 1956 62 anos |
| Frederica de Hanôver 1 de abril de 1947 – 6 de março de 1964              |         | 18 de abril de 1917 filha de Ernesto Augusto III, Duque de Brunsvique e Vitória Luísa da Prússia | Paulo 9 de janeiro de 1938 3 filhos            | 6 de fevereiro de 1981 63 anos |
| Ana Maria da Dinamarca 18 de setembro de 1964 – 1 de junho de 1973        |         | 30 de agosto de 1946 filha de Frederico IX da Dinamarca e Ingrid da Suécia                       | Constantino II 18 de setembro de 1964 5 filhos |                                |
| Terceira República Helênica 1 de junho de 1973 – atualmente               |         |                                                                                                  |                                                |                                |